# Senatori della Pennsylvania
Questo è l'elenco dei senatori della Pennsylvania.
Questi senatori, appartenenti alle classi 1 e 3, sono eletti ogni sei anni nel primo martedì dopo il 1 novembre. Prima del 1914 essi erano scelti dall'Assemblea generale della Pennsylvania.

## Elenco

### Classe 1
| N.                                       | Foto                                     | Senatore                                 | Partito                                  | Carica                                   | Carica                                   | Congresso                                                                                      | Mandato                                                                                                  | Storia elettorale |
| N.                                       | Foto                                     | Senatore                                 | Partito                                  | Inizio                                   | Termine                                  | Congresso                                                                                      | Mandato                                                                                                  | Storia elettorale |
| ---------------------------------------- | ---------------------------------------- | ---------------------------------------- | ---------------------------------------- | ---------------------------------------- | ---------------------------------------- | ---------------------------------------------------------------------------------------------- | --- | --- |
| 1                                        |                                          | William Maclay (1737-1804)               | Anti- Amministrazione                    | 4 marzo 1789                             | 3 marzo 1791                             | 1                                                                                              | 1 | Eletto nel 1788 Perse la rielezione                                                                                          |
| Vacante                                  | Vacante                                  | Vacante                                  | Vacante                                  | 4 marzo 1791                             | 1º dicembre 1793                         | 2                                                                                              | 1⁄2 | |
| 2                                        |                                          | Albert Gallatin (1761-1849)              | Anti- Amministrazione                    | 2 dicembre 1793                          | 28 febbraio 1794                         | 2                                                                                              | 1⁄2 | Eletto nel 1793 L'elezione venne annullata per il mancato rispetto dei requisiti di residenza per l'eleggibilità alla carica |
| 2                                        | 3                                        | Albert Gallatin (1761-1849)              | Anti- Amministrazione                    | 2 dicembre 1793                          | 28 febbraio 1794                         |                                                                                                | 1⁄2 | Eletto nel 1793 L'elezione venne annullata per il mancato rispetto dei requisiti di residenza per l'eleggibilità alla carica |
| Vacante                                  | Vacante                                  | Vacante                                  | Vacante                                  | 1º marzo 1794                            | 23 aprile 1794                           |                                                                                                | 1⁄2 | |
| 3                                        |                                          | James Ross (1762-1847)                   | Federalista                              | 24 aprile 1794                           | 3 marzo 1803                             | Eletto per terminare il mandato di Gallatin                                                    | 1⁄2 | |
| 3                                        | 4                                        | James Ross (1762-1847)                   | Federalista                              | 24 aprile 1794                           | 3 marzo 1803                             | Eletto per terminare il mandato di Gallatin                                                    | 1⁄2 | |
| 3                                        | 5                                        | James Ross (1762-1847)                   | Federalista                              | 24 aprile 1794                           | 3 marzo 1803                             | 1                                                                                              | Rieletto nel 1797. Ritiratosi                                                                            | |
| 3                                        | 6                                        | James Ross (1762-1847)                   | Federalista                              | 24 aprile 1794                           | 3 marzo 1803                             | 1                                                                                              | Rieletto nel 1797. Ritiratosi                                                                            | |
| 3                                        | 7                                        | James Ross (1762-1847)                   | Federalista                              | 24 aprile 1794                           | 3 marzo 1803                             | 1                                                                                              | Rieletto nel 1797. Ritiratosi                                                                            | |
| 4                                        |                                          | Samuel Maclay (1741-1811)                | Democratico- Repubblicano                | 4 marzo 1803                             | 4 gennaio 1809                           | 8                                                                                              | 1⁄2 | Eletto nel 1802 Rassegnò le dimissioni, convinto che avrebbe perso la rielezione                                             |
| 4                                        | 9                                        | Samuel Maclay (1741-1811)                | Democratico- Repubblicano                | 4 marzo 1803                             | 4 gennaio 1809                           |                                                                                                | 1⁄2 | Eletto nel 1802 Rassegnò le dimissioni, convinto che avrebbe perso la rielezione                                             |
| 4                                        | 10                                       | Samuel Maclay (1741-1811)                | Democratico- Repubblicano                | 4 marzo 1803                             | 4 gennaio 1809                           |                                                                                                | 1⁄2 | Eletto nel 1802 Rassegnò le dimissioni, convinto che avrebbe perso la rielezione                                             |
| Vacante                                  | Vacante                                  | Vacante                                  | Vacante                                  | 4 gennaio 1809                           | 9 gennaio 1809                           |                                                                                                | 1⁄2 | |
| 5                                        |                                          | Michael Leib (1760-1822)                 | Democratico- Repubblicano                | 9 gennaio 1809                           | 14 febbraio 1814                         | Eletto per terminare il mandato di Maclay, avendo già vinto l'elezione per il mandato seguente | 1⁄2 | |
| 5                                        | 11                                       | Michael Leib (1760-1822)                 | Democratico- Repubblicano                | 9 gennaio 1809                           | 14 febbraio 1814                         | 1⁄2                                                                                            | Eletto nel 1808 Rassegnò le dimissioni per diventare Postmaster of Philadelphia                          | |
| 5                                        | 12                                       | Michael Leib (1760-1822)                 | Democratico- Repubblicano                | 9 gennaio 1809                           | 14 febbraio 1814                         | 1⁄2                                                                                            | Eletto nel 1808 Rassegnò le dimissioni per diventare Postmaster of Philadelphia                          | |
| 5                                        | 13                                       | Michael Leib (1760-1822)                 | Democratico- Repubblicano                | 9 gennaio 1809                           | 14 febbraio 1814                         | 1⁄2                                                                                            | Eletto nel 1808 Rassegnò le dimissioni per diventare Postmaster of Philadelphia                          | |
| Vacante                                  | Vacante                                  | Vacante                                  | Vacante                                  | 14 febbraio 1814                         | 24 febbraio 1814                         | 1⁄2                                                                                            | | |
| 6                                        |                                          | Jonathan Roberts (1771-1854)             | Democratico- Repubblicano                | 24 febbraio 1814                         | 3 marzo 1821                             | 1⁄2                                                                                            | Eletto per terminare il mandato di Leib                                                                  | |
| 6                                        | 14                                       | Jonathan Roberts (1771-1854)             | Democratico- Repubblicano                | 24 febbraio 1814                         | 3 marzo 1821                             | 1                                                                                              | Rieletto nel 1814 Ritiratosi                                                                             | |
| 6                                        | 15                                       | Jonathan Roberts (1771-1854)             | Democratico- Repubblicano                | 24 febbraio 1814                         | 3 marzo 1821                             | 1                                                                                              | Rieletto nel 1814 Ritiratosi                                                                             | |
| 6                                        | 16                                       | Jonathan Roberts (1771-1854)             | Democratico- Repubblicano                | 24 febbraio 1814                         | 3 marzo 1821                             | 1                                                                                              | Rieletto nel 1814 Ritiratosi                                                                             | |
| Vacante                                  | Vacante                                  | Vacante                                  | Vacante                                  | 4 marzo 1821                             | 10 dicembre 1821                         | 17                                                                                             | 1⁄2 | Senatore non eletto |
| 7                                        |                                          | William Findlay (1768-1846)              | Democratico- Repubblicano                | 10 dicembre 1821                         | 3 marzo 1827                             | 17                                                                                             | 1⁄2 | Eletto tardi nel 1821. Ritiratosi                                                                                            |
| 7                                        | Jacksoniano Repubblicano                 | William Findlay (1768-1846)              | 18                                       | 10 dicembre 1821                         | 3 marzo 1827                             |                                                                                                | 1⁄2 | Eletto tardi nel 1821. Ritiratosi                                                                                            |
| 7                                        | Jacksoniano                              | William Findlay (1768-1846)              | 19                                       | 10 dicembre 1821                         | 3 marzo 1827                             |                                                                                                | 1⁄2 | Eletto tardi nel 1821. Ritiratosi                                                                                            |
| 8                                        |                                          | Isaac D. Barnard (1791-1834)             | Jacksoniano                              | 4 marzo 1827                             | 6 dicembre 1831                          | 20                                                                                             | 1⁄2 | Eletto nel 1826 Rassegnò le dimissioni per motivi di salute                                                                  |
| 8                                        | 21                                       | Isaac D. Barnard (1791-1834)             | Jacksoniano                              | 4 marzo 1827                             | 6 dicembre 1831                          |                                                                                                | 1⁄2 | Eletto nel 1826 Rassegnò le dimissioni per motivi di salute                                                                  |
| Vacante                                  | Vacante                                  | Vacante                                  | Vacante                                  | 6 dicembre 1831                          | 13 dicembre 1831                         |                                                                                                | 1⁄2 | |
| 9                                        |                                          | George M. Dallas (1792-1864)             | Jacksoniano                              | 13 dicembre 1831                         | 3 marzo 1833                             | Eletto per terminare il mandato di Barnard Ritiratosi                                          | 1⁄2 | |
| 9                                        | 22                                       | George M. Dallas (1792-1864)             | Jacksoniano                              | 13 dicembre 1831                         | 3 marzo 1833                             | Eletto per terminare il mandato di Barnard Ritiratosi                                          | 1⁄2 | |
| 10                                       |                                          | Samuel McKean (1787-1841)                | Jacksoniano                              | 4 marzo 1833                             | 3 marzo 1839                             | 23                                                                                             | 1 | Eletto nel 1833 Ritiratosi                                                                                                   |
| 10                                       | 24                                       | Samuel McKean (1787-1841)                | Jacksoniano                              | 4 marzo 1833                             | 3 marzo 1839                             |                                                                                                | 1 | Eletto nel 1833 Ritiratosi                                                                                                   |
| 10                                       | Democratico                              | Samuel McKean (1787-1841)                | 25                                       | 4 marzo 1833                             | 3 marzo 1839                             |                                                                                                | 1 | Eletto nel 1833 Ritiratosi                                                                                                   |
| Vacante                                  | Vacante                                  | Vacante                                  | Vacante                                  | 4 marzo 1839                             | 14 gennaio 1840                          | 26                                                                                             | 1⁄2 | Senatore non eletto |
| 11                                       |                                          | Daniel Sturgeon (1789-1878)              | Democratico                              | 14 gennaio 1840                          | 3 marzo 1851                             | 26                                                                                             | 1⁄2 | Eletto nel 1840 |
| 11                                       | 27                                       | Daniel Sturgeon (1789-1878)              | Democratico                              | 14 gennaio 1840                          | 3 marzo 1851                             |                                                                                                | 1⁄2 | Eletto nel 1840 |
| 11                                       | 28                                       | Daniel Sturgeon (1789-1878)              | Democratico                              | 14 gennaio 1840                          | 3 marzo 1851                             |                                                                                                | 1⁄2 | Eletto nel 1840 |
| 11                                       | 29                                       | Daniel Sturgeon (1789-1878)              | Democratico                              | 14 gennaio 1840                          | 3 marzo 1851                             | 1                                                                                              | Rieletto nel 1845 Ritiratosi                                                                             | |
| 11                                       | 30                                       | Daniel Sturgeon (1789-1878)              | Democratico                              | 14 gennaio 1840                          | 3 marzo 1851                             | 1                                                                                              | Rieletto nel 1845 Ritiratosi                                                                             | |
| 11                                       | 31                                       | Daniel Sturgeon (1789-1878)              | Democratico                              | 14 gennaio 1840                          | 3 marzo 1851                             | 1                                                                                              | Rieletto nel 1845 Ritiratosi                                                                             | |
| 12                                       |                                          | Richard Brodhead (1811-1863)             | Democratico                              | 4 marzo 1851                             | 3 marzo 1857                             | 32                                                                                             | 1 | Eletto nel 1851 Ritiratosi                                                                                                   |
| 12                                       | 33                                       | Richard Brodhead (1811-1863)             | Democratico                              | 4 marzo 1851                             | 3 marzo 1857                             |                                                                                                | 1 | Eletto nel 1851 Ritiratosi                                                                                                   |
| 12                                       | 34                                       | Richard Brodhead (1811-1863)             | Democratico                              | 4 marzo 1851                             | 3 marzo 1857                             |                                                                                                | 1 | Eletto nel 1851 Ritiratosi                                                                                                   |
| 13                                       |                                          | Simon Cameron (1799-1889)                | Repubblicano                             | 4 marzo 1857                             | 4 marzo 1861                             | 35                                                                                             | 1⁄2 | Eletto nel 1857 Rassegnò le dimissioni per diventare Segretario alla Guerra                                                  |
| 13                                       | 36                                       | Simon Cameron (1799-1889)                | Repubblicano                             | 4 marzo 1857                             | 4 marzo 1861                             |                                                                                                | 1⁄2 | Eletto nel 1857 Rassegnò le dimissioni per diventare Segretario alla Guerra                                                  |
| 13                                       | 37                                       | Simon Cameron (1799-1889)                | Repubblicano                             | 4 marzo 1857                             | 4 marzo 1861                             |                                                                                                | 1⁄2 | Eletto nel 1857 Rassegnò le dimissioni per diventare Segretario alla Guerra                                                  |
| Vacante                                  | Vacante                                  | Vacante                                  | Vacante                                  | 4 marzo 1861                             | 14 marzo 1861                            |                                                                                                | 1⁄2 | |
| 14                                       |                                          | David Wilmot (1814-1868)                 | Repubblicano                             | 14 marzo 1861                            | 3 marzo 1863                             | Eletto nel 1861 per terminare il mandato di Cameron Ritiratosi                                 | 1⁄2 | |
| 15                                       |                                          | Charles R. Buckalew (1821-1899)          | Democratico                              | 4 marzo 1863                             | 3 marzo 1869                             | 38                                                                                             | 1 | Eletto nel 1863 Ritiratosi                                                                                                   |
| 15                                       | 39                                       | Charles R. Buckalew (1821-1899)          | Democratico                              | 4 marzo 1863                             | 3 marzo 1869                             |                                                                                                | 1 | Eletto nel 1863 Ritiratosi                                                                                                   |
| 15                                       | 40                                       | Charles R. Buckalew (1821-1899)          | Democratico                              | 4 marzo 1863                             | 3 marzo 1869                             |                                                                                                | 1 | Eletto nel 1863 Ritiratosi                                                                                                   |
| 16                                       |                                          | John Scott (1824-1896)                   | Repubblicano                             | 4 marzo 1869                             | 3 marzo 1875                             | 41                                                                                             | 1 | Eletto nel 1869 Ritiratosi                                                                                                   |
| 16                                       | 42                                       | John Scott (1824-1896)                   | Repubblicano                             | 4 marzo 1869                             | 3 marzo 1875                             |                                                                                                | 1 | Eletto nel 1869 Ritiratosi                                                                                                   |
| 16                                       | 43                                       | John Scott (1824-1896)                   | Repubblicano                             | 4 marzo 1869                             | 3 marzo 1875                             |                                                                                                | 1 | Eletto nel 1869 Ritiratosi                                                                                                   |
| 17                                       |                                          | William A. Wallace (1827-1896)           | Democratico                              | 4 marzo 1875                             | 3 marzo 1881                             | 44                                                                                             | 1 | Eletto nel 1875 Perse la rielezione                                                                                          |
| 17                                       | 45                                       | William A. Wallace (1827-1896)           | Democratico                              | 4 marzo 1875                             | 3 marzo 1881                             |                                                                                                | 1 | Eletto nel 1875 Perse la rielezione                                                                                          |
| 17                                       | 46                                       | William A. Wallace (1827-1896)           | Democratico                              | 4 marzo 1875                             | 3 marzo 1881                             |                                                                                                | 1 | Eletto nel 1875 Perse la rielezione                                                                                          |
| 18                                       |                                          | John I. Mitchell (1838-1907)             | Repubblicano                             | 4 marzo 1881                             | 3 marzo 1887                             | 47                                                                                             | 1 | Eletto nel 1881 Ritiratosi                                                                                                   |
| 18                                       | 48                                       | John I. Mitchell (1838-1907)             | Repubblicano                             | 4 marzo 1881                             | 3 marzo 1887                             |                                                                                                | 1 | Eletto nel 1881 Ritiratosi                                                                                                   |
| 18                                       | 49                                       | John I. Mitchell (1838-1907)             | Repubblicano                             | 4 marzo 1881                             | 3 marzo 1887                             |                                                                                                | 1 | Eletto nel 1881 Ritiratosi                                                                                                   |
| 19                                       |                                          | Matthew S. Quay (1833-1904)              | Repubblicano                             | 4 marzo 1887                             | 3 marzo 1899                             | 50                                                                                             | 1 | Eletto nel 1887 |
| 19                                       | 51                                       | Matthew S. Quay (1833-1904)              | Repubblicano                             | 4 marzo 1887                             | 3 marzo 1899                             |                                                                                                | 1 | Eletto nel 1887 |
| 19                                       | 52                                       | Matthew S. Quay (1833-1904)              | Repubblicano                             | 4 marzo 1887                             | 3 marzo 1899                             |                                                                                                | 1 | Eletto nel 1887 |
| 19                                       | 53                                       | Matthew S. Quay (1833-1904)              | Repubblicano                             | 4 marzo 1887                             | 3 marzo 1899                             | 2                                                                                              | Rieletto nel 1893 Il corpo legislativo non riuscì a rieleggerlo                                          | |
| 19                                       | 54                                       | Matthew S. Quay (1833-1904)              | Repubblicano                             | 4 marzo 1887                             | 3 marzo 1899                             | 2                                                                                              | Rieletto nel 1893 Il corpo legislativo non riuscì a rieleggerlo                                          | |
| 19                                       | 55                                       | Matthew S. Quay (1833-1904)              | Repubblicano                             | 4 marzo 1887                             | 3 marzo 1899                             | 2                                                                                              | Rieletto nel 1893 Il corpo legislativo non riuscì a rieleggerlo                                          | |
| 19                                       | Vacante                                  | Vacante                                  | Vacante                                  | 4 marzo 1899                             | 16 gennaio 1901                          | 56                                                                                             | 1⁄2 | Quay venne nominato per continuare il mandato, ma il Senato lo dichiarò non autorizzato a ricoprire la carica                |
| 19                                       |                                          | Matthew S. Quay (1833-1904)              | Repubblicano                             | 16 gennaio 1901                          | 28 maggio 1904                           | 56                                                                                             | 1⁄2 | Eletto tardi nel 1901 Deceduto                                                                                               |
| 19                                       | 57                                       | Matthew S. Quay (1833-1904)              | Repubblicano                             | 16 gennaio 1901                          | 28 maggio 1904                           |                                                                                                | 1⁄2 | Eletto tardi nel 1901 Deceduto                                                                                               |
| 19                                       | 58                                       | Matthew S. Quay (1833-1904)              | Repubblicano                             | 16 gennaio 1901                          | 28 maggio 1904                           |                                                                                                | 1⁄2 | Eletto tardi nel 1901 Deceduto                                                                                               |
| Vacante                                  | Vacante                                  | Vacante                                  | Vacante                                  | 28 maggio 1904                           | 10 giugno 1904                           |                                                                                                | 1⁄2 | |
| 20                                       |                                          | Philander C. Knox (1853-1921)            | Repubblicano                             | 10 giugno 1904                           | 3 marzo 1909                             | Nominato per continuare il mandato di Quay Eletto per terminare il mandato di Quay             | 1⁄2 | |
| 20                                       | 59                                       | Philander C. Knox (1853-1921)            | Repubblicano                             | 10 giugno 1904                           | 3 marzo 1909                             | 1⁄2                                                                                            | Rieletto nel 1905 Rassegnò le dimissioni per diventare Segretario di Stato                               | |
| 20                                       | 60                                       | Philander C. Knox (1853-1921)            | Repubblicano                             | 10 giugno 1904                           | 3 marzo 1909                             | 1⁄2                                                                                            | Rieletto nel 1905 Rassegnò le dimissioni per diventare Segretario di Stato                               | |
| 20                                       | 61                                       | Philander C. Knox (1853-1921)            | Repubblicano                             | 10 giugno 1904                           | 3 marzo 1909                             | 1⁄2                                                                                            | Rieletto nel 1905 Rassegnò le dimissioni per diventare Segretario di Stato                               | |
| Vacante                                  | Vacante                                  | Vacante                                  | Vacante                                  | 4 marzo 1909                             | 17 marzo 1909                            | 1⁄2                                                                                            | | |
| 21                                       |                                          | George T. Oliver (1848-1919)             | Repubblicano                             | 17 marzo 1909                            | 3 marzo 1917                             | 1⁄2                                                                                            | Eletto per terminare il mandato di Knox                                                                  | |
| 21                                       | 62                                       | George T. Oliver (1848-1919)             | Repubblicano                             | 17 marzo 1909                            | 3 marzo 1917                             | 1                                                                                              | Rieletto nel 1911 Ritiratosi                                                                             | |
| 21                                       | 63                                       | George T. Oliver (1848-1919)             | Repubblicano                             | 17 marzo 1909                            | 3 marzo 1917                             | 1                                                                                              | Rieletto nel 1911 Ritiratosi                                                                             | |
| 21                                       | 64                                       | George T. Oliver (1848-1919)             | Repubblicano                             | 17 marzo 1909                            | 3 marzo 1917                             | 1                                                                                              | Rieletto nel 1911 Ritiratosi                                                                             | |
| 22                                       |                                          | Philander C. Knox (1853-1921)            | Repubblicano                             | 4 marzo 1917                             | 12 ottobre 1921                          | 65                                                                                             | 1⁄2 | Eletto nel 1916 Deceduto |
| 22                                       | 66                                       | Philander C. Knox (1853-1921)            | Repubblicano                             | 4 marzo 1917                             | 12 ottobre 1921                          |                                                                                                | 1⁄2 | Eletto nel 1916 Deceduto |
| 22                                       | 67                                       | Philander C. Knox (1853-1921)            | Repubblicano                             | 4 marzo 1917                             | 12 ottobre 1921                          |                                                                                                | 1⁄2 | Eletto nel 1916 Deceduto |
| Vacante                                  | Vacante                                  | Vacante                                  | Vacante                                  | 12 ottobre 1921                          | 24 ottobre 1921                          |                                                                                                | 1⁄2 | |
| 23                                       |                                          | William E. Crow (1870-1922)              | Repubblicano                             | 24 ottobre 1921                          | 2 agosto 1922                            | Nominato per continuare il mandato di Knox Deceduto                                            | 1⁄2 | |
| Vacante                                  | Vacante                                  | Vacante                                  | Vacante                                  | 2 agosto 1922                            | 8 agosto 1922                            |                                                                                                | 1⁄2 | |
| 24                                       |                                          | David A. Reed (1880-1953)                | Repubblicano                             | 8 agosto 1922                            | 3 gennaio 1935                           | Nominato per continuare il mandato di Knox Eletto per terminare il mandato di Knox             | 1⁄2 | |
| 24                                       | 68                                       | David A. Reed (1880-1953)                | Repubblicano                             | 8 agosto 1922                            | 3 gennaio 1935                           | 1                                                                                              | Eletto nel 1922                                                                                          | |
| 24                                       | 69                                       | David A. Reed (1880-1953)                | Repubblicano                             | 8 agosto 1922                            | 3 gennaio 1935                           | 1                                                                                              | Eletto nel 1922                                                                                          | |
| 24                                       | 70                                       | David A. Reed (1880-1953)                | Repubblicano                             | 8 agosto 1922                            | 3 gennaio 1935                           | 1                                                                                              | Eletto nel 1922                                                                                          | |
| 24                                       | 71                                       | David A. Reed (1880-1953)                | Repubblicano                             | 8 agosto 1922                            | 3 gennaio 1935                           | 2                                                                                              | Rieletto nel 1928 Perse la rielezione                                                                    | |
| 24                                       | 72                                       | David A. Reed (1880-1953)                | Repubblicano                             | 8 agosto 1922                            | 3 gennaio 1935                           | 2                                                                                              | Rieletto nel 1928 Perse la rielezione                                                                    | |
| 24                                       | 73                                       | David A. Reed (1880-1953)                | Repubblicano                             | 8 agosto 1922                            | 3 gennaio 1935                           | 2                                                                                              | Rieletto nel 1928 Perse la rielezione                                                                    | |
| 25                                       |                                          | Joseph F. Guffey (1870-1959)             | Democratico                              | 3 gennaio 1935                           | 3 gennaio 1947                           | 74                                                                                             | 1 | Eletto nel 1934 |
| 25                                       | 75                                       | Joseph F. Guffey (1870-1959)             | Democratico                              | 3 gennaio 1935                           | 3 gennaio 1947                           |                                                                                                | 1 | Eletto nel 1934 |
| 25                                       | 76                                       | Joseph F. Guffey (1870-1959)             | Democratico                              | 3 gennaio 1935                           | 3 gennaio 1947                           |                                                                                                | 1 | Eletto nel 1934 |
| 25                                       | 77                                       | Joseph F. Guffey (1870-1959)             | Democratico                              | 3 gennaio 1935                           | 3 gennaio 1947                           | 2                                                                                              | Rieletto nel 1940 Perse la rielezione                                                                    | |
| 25                                       | 78                                       | Joseph F. Guffey (1870-1959)             | Democratico                              | 3 gennaio 1935                           | 3 gennaio 1947                           | 2                                                                                              | Rieletto nel 1940 Perse la rielezione                                                                    | |
| 25                                       | 79                                       | Joseph F. Guffey (1870-1959)             | Democratico                              | 3 gennaio 1935                           | 3 gennaio 1947                           | 2                                                                                              | Rieletto nel 1940 Perse la rielezione                                                                    | |
| 26                                       |                                          | Edward Martin (1879-1967)                | Repubblicano                             | 3 gennaio 1947                           | 3 gennaio 1959                           | 80                                                                                             | 1 | Eletto nel 1946 |
| 26                                       | 81                                       | Edward Martin (1879-1967)                | Repubblicano                             | 3 gennaio 1947                           | 3 gennaio 1959                           |                                                                                                | 1 | Eletto nel 1946 |
| 26                                       | 82                                       | Edward Martin (1879-1967)                | Repubblicano                             | 3 gennaio 1947                           | 3 gennaio 1959                           |                                                                                                | 1 | Eletto nel 1946 |
| 26                                       | 83                                       | Edward Martin (1879-1967)                | Repubblicano                             | 3 gennaio 1947                           | 3 gennaio 1959                           | 2                                                                                              | Rieletto nel 1952 Ritiratosi                                                                             | |
| 26                                       | 84                                       | Edward Martin (1879-1967)                | Repubblicano                             | 3 gennaio 1947                           | 3 gennaio 1959                           | 2                                                                                              | Rieletto nel 1952 Ritiratosi                                                                             | |
| 26                                       | 85                                       | Edward Martin (1879-1967)                | Repubblicano                             | 3 gennaio 1947                           | 3 gennaio 1959                           | 2                                                                                              | Rieletto nel 1952 Ritiratosi                                                                             | |
| 27                                       |                                          | Hugh Scott (1900-1994)                   | Repubblicano                             | 3 gennaio 1959                           | 3 gennaio 1977                           | 86                                                                                             | 1 | Eletto nel 1958 |
| 27                                       | 87                                       | Hugh Scott (1900-1994)                   | Repubblicano                             | 3 gennaio 1959                           | 3 gennaio 1977                           |                                                                                                | 1 | Eletto nel 1958 |
| 27                                       | 88                                       | Hugh Scott (1900-1994)                   | Repubblicano                             | 3 gennaio 1959                           | 3 gennaio 1977                           |                                                                                                | 1 | Eletto nel 1958 |
| 27                                       | 89                                       | Hugh Scott (1900-1994)                   | Repubblicano                             | 3 gennaio 1959                           | 3 gennaio 1977                           | 2                                                                                              | Rieletto nel 1964                                                                                        | |
| 27                                       | 90                                       | Hugh Scott (1900-1994)                   | Repubblicano                             | 3 gennaio 1959                           | 3 gennaio 1977                           | 2                                                                                              | Rieletto nel 1964                                                                                        | |
| 27                                       | 91                                       | Hugh Scott (1900-1994)                   | Repubblicano                             | 3 gennaio 1959                           | 3 gennaio 1977                           | 2                                                                                              | Rieletto nel 1964                                                                                        | |
| 27                                       | 92                                       | Hugh Scott (1900-1994)                   | Repubblicano                             | 3 gennaio 1959                           | 3 gennaio 1977                           | 3                                                                                              | Rieletto nel 1970 Ritiratosi                                                                             | |
| 27                                       | 93                                       | Hugh Scott (1900-1994)                   | Repubblicano                             | 3 gennaio 1959                           | 3 gennaio 1977                           | 3                                                                                              | Rieletto nel 1970 Ritiratosi                                                                             | |
| 27                                       | 94                                       | Hugh Scott (1900-1994)                   | Repubblicano                             | 3 gennaio 1959                           | 3 gennaio 1977                           | 3                                                                                              | Rieletto nel 1970 Ritiratosi                                                                             | |
| 28                                       |                                          | John Heinz (1938-1991)                   | Repubblicano                             | 3 gennaio 1977                           | 4 aprile 1991                            | 95                                                                                             | 1 | Eletto nel 1976 |
| 28                                       | 96                                       | John Heinz (1938-1991)                   | Repubblicano                             | 3 gennaio 1977                           | 4 aprile 1991                            |                                                                                                | 1 | Eletto nel 1976 |
| 28                                       | 97                                       | John Heinz (1938-1991)                   | Repubblicano                             | 3 gennaio 1977                           | 4 aprile 1991                            |                                                                                                | 1 | Eletto nel 1976 |
| 28                                       | 98                                       | John Heinz (1938-1991)                   | Repubblicano                             | 3 gennaio 1977                           | 4 aprile 1991                            | 2                                                                                              | Rieletto nel 1982                                                                                        | |
| 28                                       | 99                                       | John Heinz (1938-1991)                   | Repubblicano                             | 3 gennaio 1977                           | 4 aprile 1991                            | 2                                                                                              | Rieletto nel 1982                                                                                        | |
| 28                                       | 100                                      | John Heinz (1938-1991)                   | Repubblicano                             | 3 gennaio 1977                           | 4 aprile 1991                            | 2                                                                                              | Rieletto nel 1982                                                                                        | |
| 28                                       | 101                                      | John Heinz (1938-1991)                   | Repubblicano                             | 3 gennaio 1977                           | 4 aprile 1991                            | 1⁄2                                                                                            | Rieletto nel 1988 Deceduto                                                                               | |
| 28                                       | 102                                      | John Heinz (1938-1991)                   | Repubblicano                             | 3 gennaio 1977                           | 4 aprile 1991                            | 1⁄2                                                                                            | Rieletto nel 1988 Deceduto                                                                               | |
| Vacante                                  | Vacante                                  | Vacante                                  | Vacante                                  | 4 aprile 1991                            | 9 maggio 1991                            | 1⁄2                                                                                            | | |
| 29                                       |                                          | Harris Wofford (1926-2019)               | Democratico                              | 9 maggio 1991                            | 3 gennaio 1995                           | 1⁄2                                                                                            | Nominato per continuare il mandato di Heinz Eletto per terminare il mandato di Heinz Perse la rielezione | |
| 29                                       | 103                                      | Harris Wofford (1926-2019)               | Democratico                              | 9 maggio 1991                            | 3 gennaio 1995                           | 1⁄2                                                                                            | Nominato per continuare il mandato di Heinz Eletto per terminare il mandato di Heinz Perse la rielezione | |
| 30                                       |                                          | Rick Santorum (1958-)                    | Repubblicano                             | 3 gennaio 1995                           | 3 gennaio 2007                           | 104                                                                                            | 1 | Eletto nel 1994 |
| 30                                       | 105                                      | Rick Santorum (1958-)                    | Repubblicano                             | 3 gennaio 1995                           | 3 gennaio 2007                           |                                                                                                | 1 | Eletto nel 1994 |
| 30                                       | 106                                      | Rick Santorum (1958-)                    | Repubblicano                             | 3 gennaio 1995                           | 3 gennaio 2007                           |                                                                                                | 1 | Eletto nel 1994 |
| 30                                       | 107                                      | Rick Santorum (1958-)                    | Repubblicano                             | 3 gennaio 1995                           | 3 gennaio 2007                           | 2                                                                                              | Rieletto nel 2000 Perse la rielezione                                                                    | |
| 30                                       | 108                                      | Rick Santorum (1958-)                    | Repubblicano                             | 3 gennaio 1995                           | 3 gennaio 2007                           | 2                                                                                              | Rieletto nel 2000 Perse la rielezione                                                                    | |
| 30                                       | 109                                      | Rick Santorum (1958-)                    | Repubblicano                             | 3 gennaio 1995                           | 3 gennaio 2007                           | 2                                                                                              | Rieletto nel 2000 Perse la rielezione                                                                    | |
| 31                                       |                                          | Bob Casey, Jr. (1960-)                   | Democratico                              | 3 gennaio 2007                           | in carica                                | 110                                                                                            | 1 | Eletto nel 2006 |
| 31                                       | 111                                      | Bob Casey, Jr. (1960-)                   | Democratico                              | 3 gennaio 2007                           | in carica                                |                                                                                                | 1 | Eletto nel 2006 |
| 31                                       | 112                                      | Bob Casey, Jr. (1960-)                   | Democratico                              | 3 gennaio 2007                           | in carica                                |                                                                                                | 1 | Eletto nel 2006 |
| 31                                       | 113                                      | Bob Casey, Jr. (1960-)                   | Democratico                              | 3 gennaio 2007                           | in carica                                | 2                                                                                              | Rieletto nel 2012                                                                                        | |
| 31                                       | 114                                      | Bob Casey, Jr. (1960-)                   | Democratico                              | 3 gennaio 2007                           | in carica                                | 2                                                                                              | Rieletto nel 2012                                                                                        | |
| 31                                       | 115                                      | Bob Casey, Jr. (1960-)                   | Democratico                              | 3 gennaio 2007                           | in carica                                | 2                                                                                              | Rieletto nel 2012                                                                                        | |
| 31                                       | 116                                      | Bob Casey, Jr. (1960-)                   | Democratico                              | 3 gennaio 2007                           | in carica                                | 3                                                                                              | Rieletto nel 2018                                                                                        | |
| 31                                       | 117                                      | Bob Casey, Jr. (1960-)                   | Democratico                              | 3 gennaio 2007                           | in carica                                | 3                                                                                              | Rieletto nel 2018                                                                                        | |
| 31                                       | 118                                      | Bob Casey, Jr. (1960-)                   | Democratico                              | 3 gennaio 2007                           | in carica                                | 3                                                                                              | Rieletto nel 2018                                                                                        | |
| Da determinarsi con le elezioni del 2024 | Da determinarsi con le elezioni del 2024 | Da determinarsi con le elezioni del 2024 | Da determinarsi con le elezioni del 2024 | Da determinarsi con le elezioni del 2024 | Da determinarsi con le elezioni del 2024 | 119                                                                                            | | |
| Da determinarsi con le elezioni del 2024 | Da determinarsi con le elezioni del 2024 | Da determinarsi con le elezioni del 2024 | Da determinarsi con le elezioni del 2024 | Da determinarsi con le elezioni del 2024 | Da determinarsi con le elezioni del 2024 | 120                                                                                            | | |
| Da determinarsi con le elezioni del 2024 | Da determinarsi con le elezioni del 2024 | Da determinarsi con le elezioni del 2024 | Da determinarsi con le elezioni del 2024 | Da determinarsi con le elezioni del 2024 | Da determinarsi con le elezioni del 2024 | 121                                                                                            | | |

### Classe 3
| N.                                       | Foto                                     | Senatore                                 | Partito                                  | Carica                                   | Carica                                   | Congresso                                                                                       | Mandato                                                                     | Storia elettorale |
| N.                                       | Foto                                     | Senatore                                 | Partito                                  | Inizio                                   | Termine                                  | Congresso                                                                                       | Mandato                                                                     | Storia elettorale |
| ---------------------------------------- | ---------------------------------------- | ---------------------------------------- | ---------------------------------------- | ---------------------------------------- | ---------------------------------------- | ----------------------------------------------------------------------------------------------- | --------------------------------------------------------------------------- | --- |
| 1                                        |                                          | Robert Morris (1734-1806)                | Pro- Amministrazione                     | 4 marzo 1789                             | 3 marzo 1795                             | 1                                                                                               | 1                                                                           | Eletto nel 1788 Ritiratosi |
| 1                                        | 2                                        | Robert Morris (1734-1806)                | Pro- Amministrazione                     | 4 marzo 1789                             | 3 marzo 1795                             |                                                                                                 | 1                                                                           | Eletto nel 1788 Ritiratosi |
| 1                                        | 3                                        | Robert Morris (1734-1806)                | Pro- Amministrazione                     | 4 marzo 1789                             | 3 marzo 1795                             |                                                                                                 | 1                                                                           | Eletto nel 1788 Ritiratosi |
| 2                                        |                                          | William Bingham (1752-1804)              | Federalista                              | 4 marzo 1795                             | 3 marzo 1801                             | 4                                                                                               | 1                                                                           | Eletto nel 1795 Ritiratosi |
| 2                                        | 5                                        | William Bingham (1752-1804)              | Federalista                              | 4 marzo 1795                             | 3 marzo 1801                             |                                                                                                 | 1                                                                           | Eletto nel 1795 Ritiratosi |
| 2                                        | 6                                        | William Bingham (1752-1804)              | Federalista                              | 4 marzo 1795                             | 3 marzo 1801                             |                                                                                                 | 1                                                                           | Eletto nel 1795 Ritiratosi |
| 3                                        |                                          | J. Peter G. Muhlenberg (1746-1807)       | Democratico- Repubblicano                | 4 marzo 1801                             | 30 giugno 1801                           | 7                                                                                               | 1⁄2                                                                         | Eletto nel 1801 Rassegnò le dimissioni per diventare Supervisor of Revenue for Pennsylvania                                                                      |
| Vacante                                  | Vacante                                  | Vacante                                  | Vacante                                  | 30 giugno 1801                           | 13 luglio 1801                           | 7                                                                                               | 1⁄2                                                                         | |
| 4                                        |                                          | George Logan (1753-1821)                 | Democratico- Repubblicano                | 13 luglio 1801                           | 3 marzo 1807                             | 7                                                                                               | 1⁄2                                                                         | Eletto per terminare il mandato di Muhlenberg Ritiratosi |
| 4                                        | 8                                        | George Logan (1753-1821)                 | Democratico- Repubblicano                | 13 luglio 1801                           | 3 marzo 1807                             |                                                                                                 | 1⁄2                                                                         | Eletto per terminare il mandato di Muhlenberg Ritiratosi |
| 4                                        | 9                                        | George Logan (1753-1821)                 | Democratico- Repubblicano                | 13 luglio 1801                           | 3 marzo 1807                             |                                                                                                 | 1⁄2                                                                         | Eletto per terminare il mandato di Muhlenberg Ritiratosi |
| 5                                        |                                          | Andrew Gregg (1755-1835)                 | Democratico- Repubblicano                | 4 marzo 1807                             | 3 marzo 1813                             | 10                                                                                              | 1                                                                           | Eletto nel 1806 Ritiratosi |
| 5                                        | 11                                       | Andrew Gregg (1755-1835)                 | Democratico- Repubblicano                | 4 marzo 1807                             | 3 marzo 1813                             |                                                                                                 | 1                                                                           | Eletto nel 1806 Ritiratosi |
| 5                                        | 12                                       | Andrew Gregg (1755-1835)                 | Democratico- Repubblicano                | 4 marzo 1807                             | 3 marzo 1813                             |                                                                                                 | 1                                                                           | Eletto nel 1806 Ritiratosi |
| 6                                        |                                          | Abner Lacock (1770-1837)                 | Democratico- Repubblicano                | 4 marzo 1813                             | 3 marzo 1819                             | 13                                                                                              | 1                                                                           | Eletto nel 1812 Ritirarosi |
| 6                                        | 14                                       | Abner Lacock (1770-1837)                 | Democratico- Repubblicano                | 4 marzo 1813                             | 3 marzo 1819                             |                                                                                                 | 1                                                                           | Eletto nel 1812 Ritirarosi |
| 6                                        | 15                                       | Abner Lacock (1770-1837)                 | Democratico- Repubblicano                | 4 marzo 1813                             | 3 marzo 1819                             |                                                                                                 | 1                                                                           | Eletto nel 1812 Ritirarosi |
| 7                                        |                                          | Walter Lowrie (1784-1868)                | Democratico- Repubblicano                | 4 marzo 1819                             | 3 marzo 1825                             | 16                                                                                              | 1                                                                           | Eletto nel 1818 Ritiratosi |
| 7                                        | 17                                       | Walter Lowrie (1784-1868)                | Democratico- Repubblicano                | 4 marzo 1819                             | 3 marzo 1825                             |                                                                                                 | 1                                                                           | Eletto nel 1818 Ritiratosi |
| 7                                        | Crawford Repubblicano                    | Walter Lowrie (1784-1868)                | 18                                       | 4 marzo 1819                             | 3 marzo 1825                             |                                                                                                 | 1                                                                           | Eletto nel 1818 Ritiratosi |
| 8                                        |                                          | William Marks (1778-1858)                | Anti-Jacksoniano                         | 4 marzo 1825                             | 3 marzo 1831                             | 19                                                                                              | 1                                                                           | Eletto nel 1825 Perse la rielezione |
| 8                                        | Adams                                    | William Marks (1778-1858)                | 20                                       | 4 marzo 1825                             | 3 marzo 1831                             |                                                                                                 | 1                                                                           | Eletto nel 1825 Perse la rielezione |
| 8                                        | Anti-Jacksoniano                         | William Marks (1778-1858)                | 21                                       | 4 marzo 1825                             | 3 marzo 1831                             |                                                                                                 | 1                                                                           | Eletto nel 1825 Perse la rielezione |
| 9                                        |                                          | William Wilkins (1779-1865)              | Jacksoniano                              | 4 marzo 1831                             | 30 giugno 1834                           | 22                                                                                              | 1⁄2                                                                         | Eletto nel 1830 Rassegnò le dimissioni per diventare Ambasciatore in Russia                                                                                      |
| 9                                        | 23                                       | William Wilkins (1779-1865)              | Jacksoniano                              | 4 marzo 1831                             | 30 giugno 1834                           |                                                                                                 | 1⁄2                                                                         | Eletto nel 1830 Rassegnò le dimissioni per diventare Ambasciatore in Russia                                                                                      |
| Vacante                                  | Vacante                                  | Vacante                                  | Vacante                                  | 30 giugno 1834                           | 6 dicembre 1834                          |                                                                                                 | 1⁄2                                                                         | |
| 10                                       |                                          | James Buchanan (1791-1868)               | Jacksoniano                              | 6 dicembre 1834                          | 5 marzo 1845                             | Eletto per terminare il mandato di Wilkins                                                      | 1⁄2                                                                         | |
| 10                                       | 24                                       | James Buchanan (1791-1868)               | Jacksoniano                              | 6 dicembre 1834                          | 5 marzo 1845                             | Eletto per terminare il mandato di Wilkins                                                      | 1⁄2                                                                         | |
| 10                                       | Democratico                              | James Buchanan (1791-1868)               | 25                                       | 6 dicembre 1834                          | 5 marzo 1845                             | 1                                                                                               | Rieletto nel 1836                                                           | |
| 10                                       | Democratico                              | James Buchanan (1791-1868)               | 26                                       | 6 dicembre 1834                          | 5 marzo 1845                             | 1                                                                                               | Rieletto nel 1836                                                           | |
| 10                                       | Democratico                              | James Buchanan (1791-1868)               | 27                                       | 6 dicembre 1834                          | 5 marzo 1845                             | 1                                                                                               | Rieletto nel 1836                                                           | |
| 10                                       | Democratico                              | James Buchanan (1791-1868)               | 28                                       | 6 dicembre 1834                          | 5 marzo 1845                             | 1⁄2                                                                                             | Rieletto nel 1843. Rassegnò le dimissioni per diventare Segretario di Stato | |
| 10                                       | Democratico                              | James Buchanan (1791-1868)               | 29                                       | 6 dicembre 1834                          | 5 marzo 1845                             | 1⁄2                                                                                             | Rieletto nel 1843. Rassegnò le dimissioni per diventare Segretario di Stato | |
| Vacante                                  | Vacante                                  | Vacante                                  | Vacante                                  | 5 marzo 1845                             | 13 marzo 1845                            | 1⁄2                                                                                             |                                                                             | |
| 11                                       |                                          | Simon Cameron (1799-1889)                | Democratico                              | 13 marzo 1845                            | 3 marzo 1849                             | 1⁄2                                                                                             | Eletto nel 1845 Ritiratosi                                                  | |
| 11                                       | 30                                       | Simon Cameron (1799-1889)                | Democratico                              | 13 marzo 1845                            | 3 marzo 1849                             | 1⁄2                                                                                             | Eletto nel 1845 Ritiratosi                                                  | |
| 12                                       |                                          | James Cooper (1810-1863)                 | Whig                                     | 4 marzo 1849                             | 3 marzo 1855                             | 31                                                                                              | 1                                                                           | Eletto nel 1849 Ritiratosi |
| 12                                       | 32                                       | James Cooper (1810-1863)                 | Whig                                     | 4 marzo 1849                             | 3 marzo 1855                             |                                                                                                 | 1                                                                           | Eletto nel 1849 Ritiratosi |
| 12                                       | 33                                       | James Cooper (1810-1863)                 | Whig                                     | 4 marzo 1849                             | 3 marzo 1855                             |                                                                                                 | 1                                                                           | Eletto nel 1849 Ritiratosi |
| Vacante                                  | Vacante                                  | Vacante                                  | Vacante                                  | 4 marzo 1855                             | 14 gennaio 1856                          | 34                                                                                              | 1⁄2                                                                         | Senatore non venne eletto |
| 13                                       |                                          | William Bigler (1814-1880)               | Democratico                              | 14 gennaio 1856                          | 3 marzo 1861                             | 34                                                                                              | 1⁄2                                                                         | Eletto tardi nel 1856 Ritiratosi |
| 13                                       | 35                                       | William Bigler (1814-1880)               | Democratico                              | 14 gennaio 1856                          | 3 marzo 1861                             |                                                                                                 | 1⁄2                                                                         | Eletto tardi nel 1856 Ritiratosi |
| 13                                       | 36                                       | William Bigler (1814-1880)               | Democratico                              | 14 gennaio 1856                          | 3 marzo 1861                             |                                                                                                 | 1⁄2                                                                         | Eletto tardi nel 1856 Ritiratosi |
| 14                                       |                                          | Edgar Cowan (1815-1885)                  | Repubblicano                             | 4 marzo 1861                             | 3 marzo 1867                             | 37                                                                                              | 1                                                                           | Eletto nel 1861 Perse la rielezione |
| 14                                       | 38                                       | Edgar Cowan (1815-1885)                  | Repubblicano                             | 4 marzo 1861                             | 3 marzo 1867                             |                                                                                                 | 1                                                                           | Eletto nel 1861 Perse la rielezione |
| 14                                       | 39                                       | Edgar Cowan (1815-1885)                  | Repubblicano                             | 4 marzo 1861                             | 3 marzo 1867                             |                                                                                                 | 1                                                                           | Eletto nel 1861 Perse la rielezione |
| 15                                       |                                          | Simon Cameron (1799-1889)                | Repubblicano                             | 4 marzo 1867                             | 12 marzo 1877                            | 40                                                                                              | 1                                                                           | Eletto nel 1867 |
| 15                                       | 41                                       | Simon Cameron (1799-1889)                | Repubblicano                             | 4 marzo 1867                             | 12 marzo 1877                            |                                                                                                 | 1                                                                           | Eletto nel 1867 |
| 15                                       | 42                                       | Simon Cameron (1799-1889)                | Repubblicano                             | 4 marzo 1867                             | 12 marzo 1877                            |                                                                                                 | 1                                                                           | Eletto nel 1867 |
| 15                                       | 43                                       | Simon Cameron (1799-1889)                | Repubblicano                             | 4 marzo 1867                             | 12 marzo 1877                            | 1⁄2                                                                                             | Rieletto nel 1873 Rassegnò le dimissioni                                    | |
| 15                                       | 44                                       | Simon Cameron (1799-1889)                | Repubblicano                             | 4 marzo 1867                             | 12 marzo 1877                            | 1⁄2                                                                                             | Rieletto nel 1873 Rassegnò le dimissioni                                    | |
| 15                                       | 45                                       | Simon Cameron (1799-1889)                | Repubblicano                             | 4 marzo 1867                             | 12 marzo 1877                            | 1⁄2                                                                                             | Rieletto nel 1873 Rassegnò le dimissioni                                    | |
| Vacante                                  | Vacante                                  | Vacante                                  | Vacante                                  | 12 marzo 1877                            | 20 marzo 1877                            | 1⁄2                                                                                             |                                                                             | |
| 16                                       |                                          | J. Donald Cameron (1833-1918)            | Repubblicano                             | 20 marzo 1877                            | 3 marzo 1897                             | 1⁄2                                                                                             | Eletto nel 1877 per terminare il mandato del padre                          | |
| 16                                       | 46                                       | J. Donald Cameron (1833-1918)            | Repubblicano                             | 20 marzo 1877                            | 3 marzo 1897                             | 1                                                                                               | Rieletto nel 1879                                                           | |
| 16                                       | 47                                       | J. Donald Cameron (1833-1918)            | Repubblicano                             | 20 marzo 1877                            | 3 marzo 1897                             | 1                                                                                               | Rieletto nel 1879                                                           | |
| 16                                       | 48                                       | J. Donald Cameron (1833-1918)            | Repubblicano                             | 20 marzo 1877                            | 3 marzo 1897                             | 1                                                                                               | Rieletto nel 1879                                                           | |
| 16                                       | 49                                       | J. Donald Cameron (1833-1918)            | Repubblicano                             | 20 marzo 1877                            | 3 marzo 1897                             | 2                                                                                               | Rieletto nel 1885                                                           | |
| 16                                       | 50                                       | J. Donald Cameron (1833-1918)            | Repubblicano                             | 20 marzo 1877                            | 3 marzo 1897                             | 2                                                                                               | Rieletto nel 1885                                                           | |
| 16                                       | 51                                       | J. Donald Cameron (1833-1918)            | Repubblicano                             | 20 marzo 1877                            | 3 marzo 1897                             | 2                                                                                               | Rieletto nel 1885                                                           | |
| 16                                       | 52                                       | J. Donald Cameron (1833-1918)            | Repubblicano                             | 20 marzo 1877                            | 3 marzo 1897                             | 3                                                                                               | Rieletto nel 1891 Ritiratosi                                                | |
| 16                                       | 53                                       | J. Donald Cameron (1833-1918)            | Repubblicano                             | 20 marzo 1877                            | 3 marzo 1897                             | 3                                                                                               | Rieletto nel 1891 Ritiratosi                                                | |
| 16                                       | 54                                       | J. Donald Cameron (1833-1918)            | Repubblicano                             | 20 marzo 1877                            | 3 marzo 1897                             | 3                                                                                               | Rieletto nel 1891 Ritiratosi                                                | |
| 17                                       |                                          | Boies Penrose (1860-1921)                | Repubblicano                             | 4 marzo 1897                             | 31 dicembre 1921                         | 55                                                                                              | 1                                                                           | Eletto nel 1897 |
| 17                                       | 56                                       | Boies Penrose (1860-1921)                | Repubblicano                             | 4 marzo 1897                             | 31 dicembre 1921                         |                                                                                                 | 1                                                                           | Eletto nel 1897 |
| 17                                       | 57                                       | Boies Penrose (1860-1921)                | Repubblicano                             | 4 marzo 1897                             | 31 dicembre 1921                         |                                                                                                 | 1                                                                           | Eletto nel 1897 |
| 17                                       | 58                                       | Boies Penrose (1860-1921)                | Repubblicano                             | 4 marzo 1897                             | 31 dicembre 1921                         | 2                                                                                               | Rieletto nel 1903                                                           | |
| 17                                       | 59                                       | Boies Penrose (1860-1921)                | Repubblicano                             | 4 marzo 1897                             | 31 dicembre 1921                         | 2                                                                                               | Rieletto nel 1903                                                           | |
| 17                                       | 60                                       | Boies Penrose (1860-1921)                | Repubblicano                             | 4 marzo 1897                             | 31 dicembre 1921                         | 2                                                                                               | Rieletto nel 1903                                                           | |
| 17                                       | 61                                       | Boies Penrose (1860-1921)                | Repubblicano                             | 4 marzo 1897                             | 31 dicembre 1921                         | 3                                                                                               | Rieletto nel 1909                                                           | |
| 17                                       | 62                                       | Boies Penrose (1860-1921)                | Repubblicano                             | 4 marzo 1897                             | 31 dicembre 1921                         | 3                                                                                               | Rieletto nel 1909                                                           | |
| 17                                       | 63                                       | Boies Penrose (1860-1921)                | Repubblicano                             | 4 marzo 1897                             | 31 dicembre 1921                         | 3                                                                                               | Rieletto nel 1909                                                           | |
| 17                                       | 64                                       | Boies Penrose (1860-1921)                | Repubblicano                             | 4 marzo 1897                             | 31 dicembre 1921                         | 4                                                                                               | Rieletto nel 1914                                                           | |
| 17                                       | 65                                       | Boies Penrose (1860-1921)                | Repubblicano                             | 4 marzo 1897                             | 31 dicembre 1921                         | 4                                                                                               | Rieletto nel 1914                                                           | |
| 17                                       | 66                                       | Boies Penrose (1860-1921)                | Repubblicano                             | 4 marzo 1897                             | 31 dicembre 1921                         | 4                                                                                               | Rieletto nel 1914                                                           | |
| 17                                       | 67                                       | Boies Penrose (1860-1921)                | Repubblicano                             | 4 marzo 1897                             | 31 dicembre 1921                         | 1⁄2                                                                                             | Rieletto nel 1920 Deceduto                                                  | |
| Vacante                                  | Vacante                                  | Vacante                                  | Vacante                                  | 31 dicembre 1921                         | 9 gennaio 1922                           | 1⁄2                                                                                             |                                                                             | |
| 18                                       | 67                                       |                                          | George W. Pepper (1867-1961)             | Repubblicano                             | 9 gennaio 1922                           | 1⁄2                                                                                             | 3 marzo 1927                                                                | Nominato per continuare il mandato di Penrose Eletto per terminaare il mandato di Penrose Perse la rinomina                                                      |
| 18                                       | 68                                       |                                          | George W. Pepper (1867-1961)             | Repubblicano                             | 9 gennaio 1922                           | 1⁄2                                                                                             | 3 marzo 1927                                                                | Nominato per continuare il mandato di Penrose Eletto per terminaare il mandato di Penrose Perse la rinomina                                                      |
| 18                                       | 69                                       |                                          | George W. Pepper (1867-1961)             | Repubblicano                             | 9 gennaio 1922                           | 1⁄2                                                                                             | 3 marzo 1927                                                                | Nominato per continuare il mandato di Penrose Eletto per terminaare il mandato di Penrose Perse la rinomina                                                      |
| 19                                       |                                          | William S. Vare (1867-1934)              | Repubblicano                             | 4 marzo 1927                             | 6 dicembre 1929                          | 70                                                                                              | 1⁄2                                                                         | Eletto nel 1926 Il Governatore si rifiutò di certificare l'elezione e il Senato si rifiutò di riconoscerlo come senatore. Per questo venne deposto dalla carica. |
| 19                                       | 71                                       | William S. Vare (1867-1934)              | Repubblicano                             | 4 marzo 1927                             | 6 dicembre 1929                          |                                                                                                 | 1⁄2                                                                         | Eletto nel 1926 Il Governatore si rifiutò di certificare l'elezione e il Senato si rifiutò di riconoscerlo come senatore. Per questo venne deposto dalla carica. |
| Vacante                                  | Vacante                                  | Vacante                                  | Vacante                                  | 6 dicembre 1929                          | 11 dicembre 1929                         |                                                                                                 | 1⁄2                                                                         | |
| 20                                       |                                          | Joseph R. Grundy (1863-1961)             | Repubblicano                             | 11 dicembre 1929                         | 1º dicembre 1930                         | Nominato per continuare il mandato di Vare Perse la nomination per terminare il mandato di Vare | 1⁄2                                                                         | |
| 21                                       |                                          | James J. Davis (1873-1947)               | Repubblicano                             | 2 dicembre 1930                          | 3 gennaio 1945                           | Eletto per terminare il mandato di Vare                                                         | 1⁄2                                                                         | |
| 21                                       | 72                                       | James J. Davis (1873-1947)               | Repubblicano                             | 2 dicembre 1930                          | 3 gennaio 1945                           | Eletto per terminare il mandato di Vare                                                         | 1⁄2                                                                         | |
| 21                                       | 73                                       | James J. Davis (1873-1947)               | Repubblicano                             | 2 dicembre 1930                          | 3 gennaio 1945                           | 1                                                                                               | Rieletto nel 1932                                                           | |
| 21                                       | 74                                       | James J. Davis (1873-1947)               | Repubblicano                             | 2 dicembre 1930                          | 3 gennaio 1945                           | 1                                                                                               | Rieletto nel 1932                                                           | |
| 21                                       | 75                                       | James J. Davis (1873-1947)               | Repubblicano                             | 2 dicembre 1930                          | 3 gennaio 1945                           | 1                                                                                               | Rieletto nel 1932                                                           | |
| 21                                       | 76                                       | James J. Davis (1873-1947)               | Repubblicano                             | 2 dicembre 1930                          | 3 gennaio 1945                           | 3                                                                                               | Rieletto nel 1938 Perse la rielezione                                       | |
| 21                                       | 77                                       | James J. Davis (1873-1947)               | Repubblicano                             | 2 dicembre 1930                          | 3 gennaio 1945                           | 3                                                                                               | Rieletto nel 1938 Perse la rielezione                                       | |
| 21                                       | 78                                       | James J. Davis (1873-1947)               | Repubblicano                             | 2 dicembre 1930                          | 3 gennaio 1945                           | 3                                                                                               | Rieletto nel 1938 Perse la rielezione                                       | |
| 22                                       |                                          | Francis J. Myers (1901-1956)             | Democratico                              | 3 gennaio 1945                           | 3 gennaio 1951                           | 79                                                                                              | 1                                                                           | Eletto nel 1944 Perse la rielezione |
| 22                                       | 80                                       | Francis J. Myers (1901-1956)             | Democratico                              | 3 gennaio 1945                           | 3 gennaio 1951                           |                                                                                                 | 1                                                                           | Eletto nel 1944 Perse la rielezione |
| 22                                       | 81                                       | Francis J. Myers (1901-1956)             | Democratico                              | 3 gennaio 1945                           | 3 gennaio 1951                           |                                                                                                 | 1                                                                           | Eletto nel 1944 Perse la rielezione |
| 23                                       |                                          | James H. Duff (1883-1969)                | Repubblicano                             | 3 gennaio 1951                           | 3 gennaio 1957                           | 82                                                                                              | 1                                                                           | Eletto nel 1950 Perse la rielezione |
| 23                                       | 83                                       | James H. Duff (1883-1969)                | Repubblicano                             | 3 gennaio 1951                           | 3 gennaio 1957                           |                                                                                                 | 1                                                                           | Eletto nel 1950 Perse la rielezione |
| 23                                       | 84                                       | James H. Duff (1883-1969)                | Repubblicano                             | 3 gennaio 1951                           | 3 gennaio 1957                           |                                                                                                 | 1                                                                           | Eletto nel 1950 Perse la rielezione |
| 24                                       |                                          | Joseph S. Clark (1901-1990)              | Democratico                              | 3 gennaio 1957                           | 3 gennaio 1969                           | 85                                                                                              | 1                                                                           | Eletto nel 1956 |
| 24                                       | 86                                       | Joseph S. Clark (1901-1990)              | Democratico                              | 3 gennaio 1957                           | 3 gennaio 1969                           |                                                                                                 | 1                                                                           | Eletto nel 1956 |
| 24                                       | 87                                       | Joseph S. Clark (1901-1990)              | Democratico                              | 3 gennaio 1957                           | 3 gennaio 1969                           |                                                                                                 | 1                                                                           | Eletto nel 1956 |
| 24                                       | 88                                       | Joseph S. Clark (1901-1990)              | Democratico                              | 3 gennaio 1957                           | 3 gennaio 1969                           | 2                                                                                               | Rieletto nel 1962 Perse la rielezione                                       | |
| 24                                       | 89                                       | Joseph S. Clark (1901-1990)              | Democratico                              | 3 gennaio 1957                           | 3 gennaio 1969                           | 2                                                                                               | Rieletto nel 1962 Perse la rielezione                                       | |
| 24                                       | 90                                       | Joseph S. Clark (1901-1990)              | Democratico                              | 3 gennaio 1957                           | 3 gennaio 1969                           | 2                                                                                               | Rieletto nel 1962 Perse la rielezione                                       | |
| 25                                       |                                          | Richard S. Schweiker (1926-2015)         | Repubblicano                             | 3 gennaio 1969                           | 3 gennaio 1981                           | 91                                                                                              | 1                                                                           | Eletto nel 1968 |
| 25                                       | 92                                       | Richard S. Schweiker (1926-2015)         | Repubblicano                             | 3 gennaio 1969                           | 3 gennaio 1981                           |                                                                                                 | 1                                                                           | Eletto nel 1968 |
| 25                                       | 93                                       | Richard S. Schweiker (1926-2015)         | Repubblicano                             | 3 gennaio 1969                           | 3 gennaio 1981                           |                                                                                                 | 1                                                                           | Eletto nel 1968 |
| 25                                       | 94                                       | Richard S. Schweiker (1926-2015)         | Repubblicano                             | 3 gennaio 1969                           | 3 gennaio 1981                           | 2                                                                                               | Rieletto nel 1974 Non si ricandidò per la rielezione                        | |
| 25                                       | 95                                       | Richard S. Schweiker (1926-2015)         | Repubblicano                             | 3 gennaio 1969                           | 3 gennaio 1981                           | 2                                                                                               | Rieletto nel 1974 Non si ricandidò per la rielezione                        | |
| 25                                       | 96                                       | Richard S. Schweiker (1926-2015)         | Repubblicano                             | 3 gennaio 1969                           | 3 gennaio 1981                           | 2                                                                                               | Rieletto nel 1974 Non si ricandidò per la rielezione                        | |
| 26                                       |                                          | Arlen Specter (1930-2012)                | Repubblicano                             | 3 gennaio 1981                           | 3 gennaio 2011                           | 97                                                                                              | 1                                                                           | Eletto nel 1980 |
| 26                                       | 98                                       | Arlen Specter (1930-2012)                | Repubblicano                             | 3 gennaio 1981                           | 3 gennaio 2011                           |                                                                                                 | 1                                                                           | Eletto nel 1980 |
| 26                                       | 99                                       | Arlen Specter (1930-2012)                | Repubblicano                             | 3 gennaio 1981                           | 3 gennaio 2011                           |                                                                                                 | 1                                                                           | Eletto nel 1980 |
| 26                                       | 100                                      | Arlen Specter (1930-2012)                | Repubblicano                             | 3 gennaio 1981                           | 3 gennaio 2011                           | 2                                                                                               | Rieletto nel 1986                                                           | |
| 26                                       | 101                                      | Arlen Specter (1930-2012)                | Repubblicano                             | 3 gennaio 1981                           | 3 gennaio 2011                           | 2                                                                                               | Rieletto nel 1986                                                           | |
| 26                                       | 102                                      | Arlen Specter (1930-2012)                | Repubblicano                             | 3 gennaio 1981                           | 3 gennaio 2011                           | 2                                                                                               | Rieletto nel 1986                                                           | |
| 26                                       | 103                                      | Arlen Specter (1930-2012)                | Repubblicano                             | 3 gennaio 1981                           | 3 gennaio 2011                           | 3                                                                                               | Rieletto nel 1992                                                           | |
| 26                                       | 104                                      | Arlen Specter (1930-2012)                | Repubblicano                             | 3 gennaio 1981                           | 3 gennaio 2011                           | 3                                                                                               | Rieletto nel 1992                                                           | |
| 26                                       | 105                                      | Arlen Specter (1930-2012)                | Repubblicano                             | 3 gennaio 1981                           | 3 gennaio 2011                           | 3                                                                                               | Rieletto nel 1992                                                           | |
| 26                                       | 106                                      | Arlen Specter (1930-2012)                | Repubblicano                             | 3 gennaio 1981                           | 3 gennaio 2011                           | 4                                                                                               | Rieletto nel 1998                                                           | |
| 26                                       | 107                                      | Arlen Specter (1930-2012)                | Repubblicano                             | 3 gennaio 1981                           | 3 gennaio 2011                           | 4                                                                                               | Rieletto nel 1998                                                           | |
| 26                                       | 108                                      | Arlen Specter (1930-2012)                | Repubblicano                             | 3 gennaio 1981                           | 3 gennaio 2011                           | 4                                                                                               | Rieletto nel 1998                                                           | |
| 26                                       | 109                                      | Arlen Specter (1930-2012)                | Repubblicano                             | 3 gennaio 1981                           | 3 gennaio 2011                           | 5                                                                                               | Rieletto nel 2004 Perse la rinomina                                         | |
| 26                                       | 110                                      | Arlen Specter (1930-2012)                | Repubblicano                             | 3 gennaio 1981                           | 3 gennaio 2011                           | 5                                                                                               | Rieletto nel 2004 Perse la rinomina                                         | |
| 26                                       | 111                                      | Arlen Specter (1930-2012)                | Repubblicano                             | 3 gennaio 1981                           | 3 gennaio 2011                           | 5                                                                                               | Rieletto nel 2004 Perse la rinomina                                         | |
| 26                                       | Democratico                              | Arlen Specter (1930-2012)                |                                          | 3 gennaio 1981                           | 3 gennaio 2011                           | 5                                                                                               | Rieletto nel 2004 Perse la rinomina                                         | |
| 27                                       |                                          | Pat Toomey (1961-)                       | Repubblicano                             | 3 gennaio 2011                           | 3 gennaio 2023                           | 112                                                                                             | 1                                                                           | Eletto nel 2010 |
| 27                                       | 113                                      | Pat Toomey (1961-)                       | Repubblicano                             | 3 gennaio 2011                           | 3 gennaio 2023                           |                                                                                                 | 1                                                                           | Eletto nel 2010 |
| 27                                       | 114                                      | Pat Toomey (1961-)                       | Repubblicano                             | 3 gennaio 2011                           | 3 gennaio 2023                           |                                                                                                 | 1                                                                           | Eletto nel 2010 |
| 27                                       | 115                                      | Pat Toomey (1961-)                       | Repubblicano                             | 3 gennaio 2011                           | 3 gennaio 2023                           | 2                                                                                               | Rieletto nel 2016 Ritiratosi                                                | |
| 27                                       | 116                                      | Pat Toomey (1961-)                       | Repubblicano                             | 3 gennaio 2011                           | 3 gennaio 2023                           | 2                                                                                               | Rieletto nel 2016 Ritiratosi                                                | |
| 27                                       | 117                                      | Pat Toomey (1961-)                       | Repubblicano                             | 3 gennaio 2011                           | 3 gennaio 2023                           | 2                                                                                               | Rieletto nel 2016 Ritiratosi                                                | |
| 28                                       |                                          | John Fetterman                           | Democratico                              | 3 gennaio 2023                           | in carica                                | 118                                                                                             | 1                                                                           | Eletto nel 2022 |
| 28                                       | 119                                      | John Fetterman                           | Democratico                              | 3 gennaio 2023                           | in carica                                |                                                                                                 | 1                                                                           | Eletto nel 2022 |
| 28                                       | 120                                      | John Fetterman                           | Democratico                              | 3 gennaio 2023                           | in carica                                |                                                                                                 | 1                                                                           | Eletto nel 2022 |
| Da determinarsi con le elezioni del 2028 | Da determinarsi con le elezioni del 2028 | Da determinarsi con le elezioni del 2028 | Da determinarsi con le elezioni del 2028 | Da determinarsi con le elezioni del 2028 | Da determinarsi con le elezioni del 2028 | 121                                                                                             |                                                                             | |
| Da determinarsi con le elezioni del 2028 | Da determinarsi con le elezioni del 2028 | Da determinarsi con le elezioni del 2028 | Da determinarsi con le elezioni del 2028 | Da determinarsi con le elezioni del 2028 | Da determinarsi con le elezioni del 2028 | 122                                                                                             |                                                                             | |
| Da determinarsi con le elezioni del 2028 | Da determinarsi con le elezioni del 2028 | Da determinarsi con le elezioni del 2028 | Da determinarsi con le elezioni del 2028 | Da determinarsi con le elezioni del 2028 | Da determinarsi con le elezioni del 2028 | 123                                                                                             |                                                                             | |